# حمله اعراب به طبرستان
حمله اعراب به طبرستان اشاره به حمله اعراب مسلمان به سرزمین طبرستان در حدود منطقهٔ مازندران کنونی دارد.
پس از سقوط ساسانیان و تصرفات اعراب در پهنه ایرانشهر، فتوحات اعراب تا جایی که مربوط به سرزمین‌های هموار ایران بود، به آسانی پیش رفت. هنگامی که اعراب عزم آن کردند که مردم حاشیه جنوبی دریای مازندران را تحتِ سلطه درآورند، البته رشته کوه‌های البرز مانع سختی در برابر مهاجمان بود، لکن اعراب پس از راهیابی نیز دانستند که ایستادگی مردم سامان شمالی ایران در برابر مهاجمان، مانعی سخت‌تر از رشته کوه‌های البرز می‌باشد که به دفعات با لشکر عرب درآویخته و آن را پس زده بودند و اگر هم عرب به پشتیبانی دستگاه خلافت و گسیل پیاپی لشکریان فراوان پیروزی‌هایی می‌یافت، بیگمان بدونِ بر جای گذاشتن خسارات و کشته‌های فراوان برای خلفا نبوده که آن هم به آسانی نتوانست سلطه خود بر جبال البرز را مسلم بداند؛ لذا دسترسی مهاجمان به استان‌های کرانه خزر به آسانی و تنها از راه شرق بوده و از اینرو نخستین حملات عربان از گرگان روی نمود و تاخت و تازهای نخستین عربان در زمان خلافت راشدین منجر به وصول خراج گشت و فرمانبرداری کامل حاصل نشد. در واقع چندین بار در زمان خلافت عثمان، سپاه اسلام در گذرهای راه طبرستان تباه گشت.
پژوهشگران بر این باورند که ورود سپاهیان خلفا به طبرستان و حاشیه جنوبی دریای مازندران از تمیشه و از طریق تنها راهی که در آن زمان دو سوی البرز را به هم مربوط می‌ساخت، ممکن بود؛ زیرا رشته کوه‌های البرز هرگونه دسترسی تازیان به طبرستان و گیلان را غیر میسر می‌ساخت و تنها راه، راهی بود که از سرزمین قومس به گرگان یا جرجان می‌رسید که امروزه گردنه «خوش ییلاق» نام دارد و پیداست که عمده حملات مهاجمان عرب به حاشیه جنوبی دریای مازندران از این راه صورت می‌گرفته و نخستین شهری که با مهاجمان رو در رو بود، گرگان بوده است. به همین دلیل سرداران خلفا هر بار که برای گشودن طبرستان می‌آمده‌اند، پس از طی راه قومس به گرگان (گنبدکاووس فعلی)، به‌ناچار با گرگانیان مواجه بوده‌اند و پس از مصالحه با گرگانیان به سوی تمیشه و درون طبرستان یورش می‌بردند. تمیشه که یکی از شهرهای مهم و تاریخی خطه طبرستان و شرقی‌ترین شهر طبرستان در مرز با ولایت گرگان بوده، همان شهری است که انوشیروان ساسانی (۵۷۹ – ۵۳۱ میلادی) بدانجا رفته و مدتی در آنجا اقامت داشته و دستور ایجاد دیوار و باروی مهم آن را به منظور جلوگیری از یورش‌های تُرکان و قبایل شرقی داده است. بعدها این شهر در لشکرکشی‌های سرداران خلفا بارها ایستادگی نمود و مورد تخریب واقع گردید و مردمش قتل‌عام شدند و سرانجام در یورش‌های پیاپی مغولان و تیموریان چنان آسیب دید که از صفحه روزگار محو شد. بدین ترتیب تمیشه که نخستین شهر طبرستان از سوی شرق و در مرز با ولایت گرگان بود را باید مدخل طبرستان دانست که در طول حیات خود پیشتاز و پرچمدار نبرد با مهاجمان عرب و ترک و … بوده و لذا تمیشه و استحکامات دفاعی آن را باید سدی دانست که تا حدی از تاخت و تاز بیشتر مهاجمان به طبرستان و متعاقبا به گیلان جلوگیری می‌کرده است.

## اوضاع سیاسی طبرستان در آن روزگار
در واپسین سال‌های شاهنشاهی خسرو یزدگرد سوم، دودمان گاوبارگان که نسب شان را به جاماست بیست و یکمین شاه ساسانی برادر قباد یکم و حاکم ارمنستان می‌رساندند، ابتدا بر گیلان و دیلمان و سپس بر طبرستان تسلط یافتند. این دودمان با تأیید یزدگرد سوم بر طبرستان به پایتختی ساری حاکم بودند. اسپهبد فرخان بزرگ فرزند دابویه از این خاندان به طبرستان آمد و بنیاد شهر ساری را نهاده و ساری را تختگاه خود نمود و طبرستان را از یورش ترکان از سوی شرق و تهاجم دیلمیان از سوی غرب مستحکم نموده و و قلمرو خود را تا نیشابور در خراسان گسترش داد و در ساری سکه‌هایی بنام طبرستان و به رسم شاهان ساسانی و به خط پهلوی ضرب می‌نمود. پادوسبانیان شاخه دیگر گاوبارگان در رویان که کرسی کوهستانی طبرستان بوده، حاکم بودند. اگرچه فرخان و جانشینانش ادعای مالکیت خود بر گیلان و دیلمان را حفظ کردند، اما آن ولایات عملاً تحت فرمان فرماندهان و شاهان مستقل بودند. نواحی کوهستان طبرستان به‌طور مؤثر تحت حاکمیت دو دودمان باوندیان و آل قارن بوده که سروری و مهتری دابویگان را به رسمیت می‌شناختند. درواقع کنترل دابویگان بر رویان و زمین‌های جلگه‌ای (پست) طبرستان تا تمیشه احاطه داشته و گرگان توسط مرزبان اداره می‌شده است. پس از فروپاشی لشکرساسانی، یزدگرد سوم که جز عنوان شاهنشاهی نداشت، باز هم رو به هزیمت نهاد. اسپهبد طبرستان او را به پناه خود خواند و اگر این دعوت را می‌پذیرفت شاید می‌توانست در پناه جبال عظیم طبرستان قدرت خود را نگاه دارد. چنانچه سپاهبدان بیش از یک قرن استقلال خود در برابر حملات مسلمانان را حفظ کردند و آخرین قسمتی از کشور ایران بود که به کیش مسلمانی درآمد و حکمرانان آنجا معروف به اسپهبدان طبرستان بیش از یک قرن پس از فتوحات عرب در سرزمین‌های خود مستقل باقی ماندند و تا نیمه دوم قرن دوم هجری هنوز روی سکه‌هایی که در آن منطقه ضرب می‌شد خط پهلوی نقش بود و مردم جنگل‌ها و بیشه‌های پهناور آن ناحیه بر دین زرتشت بودند.

## لشکر آوردن سوید بن مقرن به طبرستان
طبری در بخشی از تاریخ خود که سال‌های ۱۵ تا ۱۳۲ هجری را در بر می‌گیرد «در خبر فتح جرجان و طبرستان» در زمان عمر نوشته است که پس از فتح ری و دماوند و قومس به‌دست نعیم بن مقرن، برادر نعیم بنام سوید بسال ۲۲ هجری به‌دنبال هزیمتیان از بسطام به گرگان آمد «مزبان گرگان ملک گرگان پیش او بازآمد بر یک منزل» و شرایط او را به قبول مسلمانی یا پرداخت جزیه برای ساکنان گرگان پذیرفت. طبری سپس اضافه می‌کند که پس از این واقعه اسپهبدان طبرستان نزد مهتر خود فرخان که در آمل مقر داشت گرد آمدند و پس از رایزنی مصلحت در این دیدند که با سوید از در صلح در آیند با این شرط که «از همه طبرستان پانصد هزار درم بستاند هر سالی بر آنک سپاه مسلمانان به طبرستان نشوند و اگر مسلمانان را حربی افتد از طبرستان سپاه بخواهند». سوید اجابت کرد بر آنک پانصد هزار درم نقد همان‌جا بدهند بدادند و سوید با سپاه بگرگان بنشست و به عمر نامه کرد به فتح قومس و طبرستان و این اندر سال ۲۲ بود از هجرت پیامبر اسلام. این خبر تا آنجا که مربوط به فتح طبرستان می‌شود مقرون به حقیقت نیست. به‌علاوه حاکم طبرستان پیش از دوره یزدگرد سوم، آذرولاش بود نه فرخان که فرمانروایی وی بر طبرستان بعد از ۷۱ سال یعنی از ۹۳ هجری آغاز می‌شود. فتح طبرستان به‌طوری‌که بعداً خواهد آمد بعد از خلفای راشدین و امویان و بنی مروان، بعهد منصور دومین خلیفه عباسی (۱۳۶ – ۱۵۸ هجری) بسال ۱۴۲ هجری آنهم با خدعه و نیرنگ میسر گردیده است. نیرنگ منصور و شکست و خودکشی اسپهبد خورشید که به تسلط و تصرف بخشی از دشت و جلگه‌های شرق طبرستان منجر گشت، اگر چه به انقراض دودمان اسپهبدان دابویی طبرستان منجر شد ولیکن هرگز به معنای تسلط کامل عباسیان بر طبرستان نبود. در همان زمان آل قارن (اسپهبدان سوخرایی) و باوندیان و پادوسبانیان همچنان بر نواحی کوهستانی طبرستان و بر رویان به شهریاری ادامه دادند. بنظر می‌رسد که پس از فتح گرگان ، حکام مرز شرقی طبرستان با آگاهی آذرولاش بدادند مبلغی که در اینجا پانصد هزار درم ذکر شده تا جنگ و تازیان را از مرز و بوم خود دور کرده باشند. عزالدین ابن اثیر در جلد چهارم تاریخ کامل صفحهٔ ۱۵۲۹ می‌نویسد: (آنگاه سوید [فرمانده عرب] رهسپار گرگان شد و در آنجا در بسطام لشکرگاه زد و برای پادشاه گرگان، زرنان صول، نامه نوشت. با او بر پایه واگذاری گرگان و پرداخت گزیت و پدافند از این شارسان آشتی کرد. او خواستار شد که اگر دشمنان بر وی تازند سوید او را یاری کند و سوید خواستهٔ وی را پذیرفت) (گویند اسپهبد خداوند طبرستان برای آشتی با سوید نامه نوشت که با هم شیوهٔ سازگاری در پیش گیرند و او چیزی به سوید بپردازد نه بر کسی باشد و نه با کسی. سوید این را پذیرفت و در این باره برای او نامه‌ای نوشت)

## لشکر آوردن سعید بن عاص بن امیه به طبرستان و فتح دژ تمیشه و کشتار در تمیشه
در سال سی‌ام هجرت به خلیفه سوم عثمان خبر رسید که مردم خراسان به آئین پیشین برگشته‌اند. عثمان، سعید بن عاص بن امیه را با سپاه مدینه به خراسان فرستاد و به عبدالله بن عامر بن کریز والی بصره نامه کرد که با سپاه بصره به خراسان شود. عثمان در نامه خود به این دو وعده داده بود هر یک از اینها پیروزی یابد، بر خراسان فرمانروا شود. عبدالله پیش از سعید به خراسان شد و تا نیشابور بگشاد. سعید از کوفه درآمد و چون چنان دید به گرگان شد. مردم گرگان در حصار شدند و با او صلح کردند. دویست هزار درم بازستاند و ایشان را به مسلمانی آورد. سپس آهنگ طبرستان نمود. طبری آورده است «بعد نخستین، شهریست تمیشه خوانند با ایشان حرب کردند چنان‌که صلاه الخوف (نماز وحشت) کرد به حرب اندر، پس از مردمان صلح خواستند بر آنکه از ایشان یک تن را نکشد. او شرط را پذیرفت و چون از حصار بیرون آمدند همه را بکشت و یک تن را دست بازداشت و گفت چنین شرط کردم که یک تن را نکشم گفتند که ما بدین سخن چنان خواستیم که هیچ‌کس را نکشی. وی گفت من یک تن را خواستم که نکشم و از آنجا به طبرستان شد و همه را بگشاد و با سپاه بازآمد و به مدینه باز شد و مردمان طبرستان بگاه عمر، سوید بن مقرن مسلمان کرده بود تا گرگان، باز مرتد شده بودند تا سعید بن العاص بیامد بگاه عثمان و باز چون سعید بازگشت دیگر باره بازایستادند»
به‌هرحال در اینجا نیز گشودن طبرستان به حقیقت مقرون نیست و پیداست که پیشرفت تازیان از حد تمیشه که در مرز گرگان و طبرستان بوده فراتر نرفته و از حواشی طبرستان بدرون آن راه نیافته و به قلمرو اسپهبد نرسیده‌اند تمیشه (طمیشه – طمیش) شهری بود در جوار غربی خندقی که به امر اسپهبد فرخان برای بازداشتن تُرکان از هجوم به قلمرو او حفر شده بود. ابن فقیه در ذکر تمیشه و دربند آن در البلدان نوشته است «نخستین شهر طبرستان از سوی گرگان طمیش است و آن در مرز گرگان افتاده است و دروازه‌ای کلان دارد که هیچ‌یک از طبرستانیان نتوانند از آن جای بیرون آیند و به گرگان شوند جز از همین دروازه زیرا دیواری از آجر و آهک از کوه تا دل دریا کشیده شده است آن دیوار را خسرو انوشیروان (۵۳۱ – ۵۷۸ میلادی) ساخت تا تُرک را از تاراج طبرستان بازدارد. در طمیش خلق بسیار هستند …» و هم در بلدان آمده است که بلاذری گفته طبرستان را هشت خوره است. از آنها خوره ساری و آمل و … ارم خواست بالا و ارم خواست پائین و مهروان و اصفهبدان و نامیه و طمیش و … میان نامیه و ساریه و طمیش بیست فرسنگ است.

## حضور حسن بن علی و حسین بن علی در حمله اعراب به طبرستان
طبری از حضور و شرکت داشتن امام دوم و سوم شیعیان، حسن بن علی و حسین بن علی در نبرد طبرستان در دوره خلافت عثمان اطلاع می‌دهند اما این گزارش مورد اشکال و ضعیف سندی است زیرا راوی‌های ضعیفی دارد مثل علی بن مجاهد و حنش بن مالک و نکته ای دیگر این گزارش در صفحه بعد با همان سند و روایت آمد اما نام حسنین در آن نیست که این گزارش را ضعیف می‌کند.

## کشته شدن مصقله بن هبیره الشیبانی و نابودی لشکر اموی در طبرستان
در زمان خلافت علی ابن ابی طالب، اعراب به طبرستان نیامدند اما در اوایل خلافت معاویه (۴۱ – ۶۰ هجری) مصقله بن هبیره الشیبانی که از علی ابن ابیطالب فرار کرده و به معاویه پیوسته بود، مأمور گشودن طبرستان شد. ابن اسفندیار می‌گوید «چون امیر المومنین علی علیه السلام بنعیم جنت پیوست، او (مصقله) که وقتی دیگر به طبرستان رسیده بود پیش معاویه دعوی کرد که به چهار هزار مرد، طبرستان را مستخلص کنم. لشکر گرفت و به‌مدت دو سال با فرخان کوشید. عاقبت به طریق کجو (کجور) براه کندسان او را بکشتند. گور او هنوز بر سر راه نهاده است. عوام الناس بتقلید و جهل زیارت می‌کنند که صحابه رسول علیه السلام است»
ابن فقیه کشته شدن مصقله را که از طرف معاویه به حکومت طبرستان منصوب شده بود در البلدان چنین آورده است: «مصقله بر آن شد که با همراهانش بدرون شهرهای طبرستان شود. لیکن به هنگام گذشتن از تنگه‌ها، دشمن راه بر آنان برگرفت و خرسنگ‌ها بر آنان بغلتانید و مصقله نیز نابود شد. مردمان او را مثل کردند؛ یعنی هرگاه می‌خواستند امری را تعلیق به محال نمایند می‌گفتند «حتی یرجع مصقله من طبرستان» یعنی بماند تا مصقله از طبرستان بازگردد. آمدن مصقله به طبرستان بعهد گاوباره بود و نه فرخان، بنوعی که ابن اسفندیار نوشته است، چه گاوباره دو سال بعد از معاویه به سال ۶۲ هجری درگذشته و فرخان سی و یک سال پس از آن تاریخ، یعنی در سال ۹۳ هجری بعد از پدر خود دابویه (۶۲–۹۳ هجری) به شهریاری طبرستان رسیده است. در تاریخ طبری دربارهٔ این رخداد آمده است: پس از آن به روزگار معاویه، مصقله با ده هزار کس به غزای خراسان رفت و او با سپاهش در رویان، مجاور طبرستان به خطر افتادند و در یکی از دره‌های آنجا که دشمن همه تنگناهای آنها را بسته بود همگی کشته شدند که آنجا را دره مصقله می‌گویند و چنان شد که به سرانجام وی مثل می‌زدند و می‌گفتند «وقتی که مصقله از طبرستان باز آید.»

## شکست محمد بن اشعث در طبرستان
در زمان گاوباره یکبار دیگر تازیان آهنگ طبرستان کردند و آن بدینگونه بود که عبیدالله بن زیاد بن ابی سفیان که معاویه (۴۱–۶۰ هجری) پس از مرگ پدرش زیاد در سال ۵۳ هجری او را به سال ۵۴ حکومت خراسان داده بود، محمد بن اشعث کندی را والی طبرستان کرد. در البلدان آمده است «محمد با طبرستانیان صلح کرد و آنان را پیمان نامه ای نوشت. بدین گونه او را مهلت دادند تا پا بدرون طبرستان نهاد. در آن حال تنگه را بر او گرفتند و فرزندش ابوبکر را کشتند و چشمش را درآوردند. لیکن محمد خود رهایی یافت. از آن پس مسلمانان در آن مرز می‌جنگیدند ولیکن از رفتن به زمین دشمن پرهیز همی داشتند.» در البلدان تاریخ لشکر آوردن محمد اشعث به طبرستان مذکور نیوفتاده است اما چون حکومت عبیدالله به‌مدت دو سال از ۵۴ تا ۵۶ هجری بوده است به احتمال قرین به یقین این جنگ در طی همین مدت وقوع یافته است. تازیان از لشکر کشی‌های مکرر به طبرستان به عهد گاوباره جز ناکامی بهره‌ای نبردند و از این پس به مدت چهل و سه سال از گسیل داشتن سپاه به قصد گشودن طبرستان انصراف داشتند و بطوریکه در البلدان آمده است «تنها در آن مرز می‌جنگیدند.» گاوباره پس از سی و نه سال فرمانروایی که با قدرت تمام همراه بود بسال ۶۸۱ میلادی برابر با ۶۲ هجری و ۵۰ یزدگردی و ۲۹ یزدگردی جدید (گاوبارگان) و ۱۹۳ تبری درگذشت. از او دو پسر ماند دابویه و پادوسبانابن اسفندیار می‌نویسد: «فی الجمله بعد باو اهل طبرستان گروه گروه شدند دابویه را وفات رسید .» دابویه معاصر یزید اول (۶۰ – ۶۴ هجری)، معاویه دوم (۶۴ هجری) از آل سفیان و مروان اول (۶۴–۶۵ هجری)، عبدالملک بن مروان (۶۵–۸۶ هجری) و ولید بن عبدالملک (۸۶–۹۶ هجری) از بنی مروان بود. اما این خلفا که هنوز شکست‌های پی در پی و ناکامی‌های مکرر خلفای پیشین را در لشگرکشی به طبرستان بیاد داشتند هرگز آهنگ طبرستان نکردند و زندگی در آن دیار به آئین و دین ساسانیان همچنان ادامه یافت.

## فرمانروایی اسپهبد فرُخان بزرگ و لشکرکشی اسپهبد تا نیشابور و جنگ با تُرکان و شکست تُرکان به‌دست فرخان بزرگ
دابویه پس از سی سال فرمانروایی به سال ۷۱۱ میلادی برابر ۸۰ یزدگردی و ۵۹ طبرستانی جهان را بدرود گفت و پس از وی فرزند نامدارش فرخان جانشین وی شد. فرخان بزرگ که تازیان به او لقب ذوالمناقب داده‌اند. ابن اسفندیار و ظهیر الدین آورده‌اند که فرخان لشکر به طبرستان آورد و تا حد نیشابور بگرفت. از لشکر آوردن فرخان به طبرستان و پیشرفت تا حدود نیشابور پیداست که خاور قلمرو فرمانروایی او در معرض تهدید از جانب تازیان یا ترکان بوده است. چه ابن اسفندیار می‌نویسد که چند بار به عهد او ترکان خواستند به طبرستان آیند، نگذاشت که از بیابان نظر به ولایت افکنند تا ترکان را طمع منقطع شد. ابن اسفندیار در ذکر بنیاد شهر تریجه می‌نویسد که نام این شهر مشتق از «توران جیر» است. فرخان بزرگ در آغاز شهریاری چون مرزهای شرقی قلمرو خود را در مقابل تعرض ترکان ضعیف می‌دید، با آنها از در سازش درآمد و قرار شد «که تُرکان ضریبه (خزینه) بستانند و به طبرستان تعرض نرسانند. چون دو سال برآمد در بندها و مسالک ممالک استواری‌ها کردند … و تحضین مضایق و تمکین مداخل و مخارج ولایت». به امر فرخان در حد شرقی تمیشه نیز که در مرز گرگان است برای دفاع در برابر ترکان خندقی حفر کردند. آنگاه فرخان از هامون برخاسته به حد لفور رفت به موضعی که فیروزآباد می‌گفتند با لشکر مستقر شد و مترصد بنشست. شاه ترکان صول نام که در اداء ضریبه تهاون مشاهده کرده بود به‌جایی‌که بعداً در آن تریجه ساخته شد آمد و لشکرگاه ساخت و ترکان بهر سوی بغارت و تاراج می‌رفتند تا «شبی فرخان بر سبیل تاختن به سرایشان آورد و ظفر یافت. صول را با جمله حشم تُرک بکشتند چنان‌که پشته پشته از کشته بادید آمد و باقی که از لشکرگاه غایب بودند به کمینگاه گرفتار آمدند و طمع تُرکان از طبرستان منقطع شد. این موضع را شهر ساختند و توران جیر نام نهادند.» توران جیر به معنای شکستگان تُرکان است.

## لشکرکشی یزید بن مهلب به طبرستان و شکست یزید
سلیمان بن عبدالملک در سال ۹۸ هجری یزید بن مهلب را امارت خراسان داد. یزید به ماوراء النهر رفت به جهاد مشغول شد و برای معاویه فتح نامه می‌نوشت. سلیمان به یزید نوشت چرا آنچه را به قتیبه عیب می‌کردی، خود نمی‌کنی و آهنگ فتح طبرستان نمی‌نمایی. یزید لشکر عرب و خراسان و ماوراء النهر برگرفت و به دهستان آمد. در این زمان حکمرانان دهستان، صول خوانده می‌شدند و ابن اسفندیار از آنان به به نام «نهابدیه صولیه» یاد می‌کند (نهابده جمع نهبد = نهاپت به زبان ارمنی به معنای بزرگ یا پیر یا مهتر قوم). به‌هرحال همانگونه که گذشت تُرکان از اسپهبد فرخان شکست سختی خورده و مهتر آنها صول در جنگ با اسپهبد کشته شده بود. اکنون فرمانروایی آن نواحی صول دیگری را بود که سر به فرمان اسپهبد فرخان نهاده و رای او را کار می‌بست. وی در برابر سپاه عظیم یزید بن مهلب تاب پایداری نداشت و به گفته طبری به حصار دهستان اندر شد تا اینکه صول برای خود و سیصد تن از کسان خویش زنهار خواست. یزید اجابت نمود و گروه بسیار از حصاریان را بکشت. اسپهبد فرخان که با لشکرش منتظر بود، پس از رسیدن خبر سقوط گرگان، به نوشته ابن اسفندیار «جمله اهل ولایت و حرم و اموال و چهارپای به کوهستان فرستاد و به هامون و صحرا هیچ چیز نگذاشت تا یزید به تمیشه رسید و بقهر بستد و ضریس نام فرمانده‌ای بود که یزید با اسیران و خزانه و حواشی و مردی چند، به گرگان فرستاد» و خود به درون طبرستان آمد و اسپهبد در مقابل او به پشته‌ها همی رفت. یزید به ساری رسید و به سرای اسپهبد فرود آمد. به نوشته طبری هر روز حرب همی کردند گاه ظفر مسلمانان را بودی و گاه کافران را. اسپهبد در اندیشه عقب‌نشینی و رفتن به دیلمان بود اما دازمهر پسر اسپهبد که بعدها جانشین او گردید پیش پدر آمد و گفت هرگاه چنین کنی هیبت پادشاهی تو از میان خواهد رفت و او را به مقاومت برانگیخت و گفت آن اولی تر که ثبات نمایی و معتمدان فرستی تا مدد آورند. اصفهبد را این رای صوابتر آمد و در وعده‌های مختلف قاصدانی را فرستاد و ده هزار مرد پیش او آمدند و اسپهبد آماده جنگ شد. نخست پیروزی با لشکریان یزید بن مهلب بود اما اسپهبد و سپاهیانش به قلل کوه‌ها شدند و به سنگ و تیر لشکر اموی را هزیمت کردند و به راهی دیگر آمده و سر بازگرفته پانزده هزار تن از لشکریان اموی از جمله چند تن از خویشان یزید را هلاک کردند و همچنین به لشکرگاه یزید رسیده و خیمه را سوزانده و غارت کردند. ابن اسفندیار می‌نویسد: پس از این پیروزی «در حال اصفهبد مسرعی به گرگان دوانید پیش نهابده صولیه که ما اصحاب یزید مهلب را کشتیم و لشکر او شکسته، باید ضریس را که با آن جماعت به گرگان اند، هلاک نمائید و مال و چهارپای ایشان ترا بخشیدیم. نهابده، چنانچه فرمان اصفهبد بود به شبیخون به سر آن جماعت آمدند و تا آخر ایشان جمله را کشته و از آن جماعت پنجاه مرد بنو اعمام یزید بودند.»

## گرفتار آمدن یزید بن مهلب در دام اسپهبد فرخان و پرداخت تاوان برای آزادی
اسپهبد فرمان داد «تا از ساری به تمیشه دار انجن کنند (راه‌ها را با درخت‌ها بگیرند) چنانچه سوار نتوان گذشت و شارع نیست گردانند». یزید که خود را در محاصره اسپهبد دید خائف و پریشان شد و تدبیر خلاص خود می‌کرد. شخصی بنام حیان النبطی که از دیلمیان و همراه یزید بود، نزد خود خواست و گفت «خبر گرگان چنین رسید و اینجا راه ما فرو گرفتند و دوسال گذشت تا بدین غزو و جهاد مشغولیم، یک به‌دست زمین ما را مسلم نمی‌شود و مردم ما بستوه آمدند. کسی مسلمانی قبول نمی‌کند. طریقی اندیش و چاره‌ای ساز تا به سلامت از این ولایت بیرون شویم». آنگاه حیان را گفت که نزد اسپهبد رود و سعی در استخلاص او نماید. حیان گفت «این گبر حال خیره شده است. اگر سخن من نشنود و گوید دو سال است تا ولایت من خراب می‌کنند مال و چهارپای تاراج داده، جواب چه گویم. یزید گفت تا سیصد هزار درهم (پول نقره) قبول کند بدهم ما را راه دهد» حیان پیش اسپهبد فرخان آمد و پس از گفتگوی زیاد، اسپهبد خلاص یزید و همراهان او را موکول به سیصد هزار دینار (پول زر) از یزید و پنج هزار درهم از حیان و همچنین استرداد همه اسیران و فروگذاشتن قلمرو خود نمود. شرایط اسپهبد را پذیرفتند و تاوان جنگ را تادیه کردند و جان به سلامت بدر بردند. اسپهبد به تمیشه که مرز طبرستان و گرگان بود نزول نمود به لب خندق که خود فرمان حفر آن را داده بود نشست و جمله اسران ولایت خویش را بازستانده به مرز و بوم خود آورد.
یزید بن مهلب پیش از شکست، در طبرستان غنائمی به‌دست آورده و شرایط سنگینی را برای دست کشیدن از جنگ پیشنهاد کرده و مطمئن به قبول آن از طرف فرخان بود. این شرایط را طبری چنین آورده است «هزار هزار درم و دویست هزار و چهارصد خروار زعفران و جامه طبرستان از گلیم‌ها و دستارها و آنکه از طبرستان خیزد و چهارصد برده و بر هر برده سپری و بر هر سپر دو تا جامه برنهاده یکی پرنیان و یکی کتان و بر هر سپری جامی سیمین بر سر زده از چهارصد مثقال» و بدین جهت به سلیمان عبدالملک نوشته بود برای حمل غنائم قطاری از شتران از شام بیایند. اما چنان‌که دیدیم اینهمه بازگذاشت و با سیصد هزار دینار و پنج هزار درم (درهم) تاوان جنگ به اسپهبد فرخان و به استرداد اسیران، جان از مهلکه بدر برد.
لشکر کشی یزید بن مهلب در طبرستان که آخرین تلاش خلفای اموی برای گشودن طبرستان بود از سال ۹۸ هجری آغاز و به سال ۹۹ هجری خاتمه یافت و چنانچه دیدیم مانند لشکرکشی‌های دیگر با شکست روبرو گردید و با پرداخت تاوان جنگ به اسپهبد فرخان پایان یافت.
یزید را عمر بن عبدالعزیز (۹۹ – ۱۰۱ هجری) که پس از سلیمان به خلافت رسید به سال ۹۹ هجری به گفته طبری «از خراسان باز کرد.» چون به شام رسید عمر بن عبدالعزیز «فرمود تا نبشته بر او عرض کنند (یزید) گفت اول چنین بود و چندین غنائم یافته بودیم اما بیرون نتوانستیم آورد. از او قبول نکردند و او را به زندان افکندند»
اسپهبد فرخان دگر باره به آبادانی مرز و بوم خود پرداخت و خرابی‌ها را ترمیم کرد. عمر بن عبدالعزیز و پس از او یزید دوم (۱۰۱ – ۱۰۵ هجری) که فرخان با آنها نیز همزمان بود، همچنین آخرین خلفای بنی مروان که از شکست‌های پیاپی در طبرستان عبرت گرفته بودند، دیگر به روزگار فرخان و بعهد فرزندان و جانشینانش، اسپهبد دازمهر (۱۱۰ – ۱۲۳ هجری) و اسپهبد فرخان کوچک (۱۲۳ – ۱۳۱ هجری) دیگر آهنگ طبرستان نکردند.

## لشکرکشی دوبارهیزید بن مهلببه گرگان و اعمال وی در گرگان
در تاریخ طبری آمده است: در همین سال یزید بار دیگر گرگان را فتح کرد؛ که با سپاه وی نامردی کرده بودند. پیمان شکسته بودند. وقتی یزید با مردم طبرستان صلح کرد، آهنگ گرگان کرد و با خدا پیمان کرد که اگر بر آنها ظفر یافت از آنجا نرود و شمشیر از آنها برندارد تا با خون شان گندم آسیا کند و از آن آرد نان کند و بخورد. وقتی مرزبان خبر یافت که یزید با اسپهبد صلح کرده و رو سوی گرگان دارد، یاران خویش را فراهم آورد و به وجاه رفت و آنجا حصاری شد که هرکه آنجا بماند نیازمند فراهم آوردن آذوقه و نوشیدنی نباشد. یزید بیامد و نزدیک وجاه فرود آمد که قوم حصاری بودند و اطرافشان جنگل بود و جز یک راه به آنجا شناخته نبود. یزید هفت ماه آنجا ببود و کاری بر ضد آنها نساخت و جز یک راه بدانجا نمی‌شناخت. روزها حصاریان برون می‌شدند و با یزید نبرد می‌کردند و به قلعه خویش بازمی‌گشتند. هنگامی که بر این حال بودند یکی از عجمان خراسان که همراه یزید بود به شکار برون شد، کسانی از خادمانش با وی بودند. یکی از اردوی وی از قوم طی به شکار برون شد و گوزنی را دید که از کوه بالا می‌رفت و از پی آن برفت. به همراهان خویش گفت: «به جای خویش باشید» و در کوه بالا رفت و از پی گوزن بود، ناگهان نزدیک اردوگاه دشمن رسید و به آهنگ یاران خویش بازگشت و از بیم اینکه راه را نتواند یافت قبای خویش را پاره می‌کرد و روی درختان گره می‌زد که نشانه باشد، تا وقتی به یاران خویش رسید و به اردوگاه بازگشت.
آنکه به شکار رفته بود هیاج بن عبدالرحمن ازدی بود از مردم طوس که دلبسته شکار بود و چون به اردوگاه بازگشت پیش عامر بن اینم واشجی سالار نگهبانان یزید رفت که وی را از ورود مانع شد و او بانگ زد که اندرزی نزد من است. هیاج برفت و قصه را با دو پسر زحر بن قیس بگفت. پسران زحر وی را به نزد یزید بردند که خبر را با وی بگفت و یزید در مقابل ضمانت جهنیه کنیز فرزند دار خویش چیزی را که معین کرده بود برای وی تعهد کرد. یزید، هیاج را پیش خواند و گفت «چه داری؟» گفت: «می‌خواهی بی نبرد وارد وجاه شوی؟». گفت: «آری». گفت: «حق العمل من چه خواهد بود؟» گفت: «هرچه خواهی بگوی.» گفت: «چهار هزار.» گفت: «پرداخت می‌شود.» گفت: «چهار هزار به من بدهید و بقیه به نظر شماست».
پس یزید بگفت تا چهار هزار به او دادند، آنگاه مردم را به حرکت خواند که هزار و چهارصد کس آماده شدند. هیاج گفت: «راه تاب عبور این جمع را ندارد که جنگل انبوه است .» پس یزید سیصد کس از آنها را انتخاب کرد و آنها را روانه کرد و جهم بن زحر را سالارشان کرد. به گفته بعضی‌ها، یزید پسرش را سالار گروه کرد و بدو گفت: «کی به آنها خواهی رسید؟»
گفت: «فردا، هنگام پسینگاه، میان دو نماز» گفت: «به برکت خدای بروید که من هنگام نماز نیمروز با آنها درگیر می‌شوم .»
پس آن گروه برفتند و روز بعد نزدیک نیمروز یزید بگفت تا کسان هیزمی را که در اثنای محاصره قوم فراهم آورده بودند و توده کرده بود آتش زدند و هنوز آفتاب نگشته بود که به دور اردوگاه وی آتش‌ها همانند کوه بود، دشمن آتش را بدید و از بسیاری آن به وحشت افتادند و به مقابله برون شدند. وقتی آفتاب بگشت یزدی کسان را گفت تا نماز بکردند و دو نماز را با هم کردند آنگاه به آنها حمله بردند و جنگ انداختند. جمع دیگر باقیمانده روز و فردا را راه پیمودند و کمی پیشتر از پسینگاه به اردوی دشمن حمله بردند، آنها از این سمت آسوده‌خاطر بودند، یزید در سمت دیگر نبرد می‌کرد، ناگهان دشمن از پشت سر بانگ تکبیر شنیدند و همگی به قلعه پناه بردند و مسلمانان بر آنها غلبه یافتند که تسلیم شدند و به حکم یزید تن در دادند که زن و فرزندانشان را اسیر گرفت و جنگاوران را بکشت و در طول دو فرسنگ از راست و چپ جاده بیاویخت و دوازده هزار کس از آنها را به اندرهز برد که دره گرگان بود و گفت: «هرکه انتقامی از آنها می‌جوید کشتار کند.» و چنان شد که یکی از مسلمانان چهار یا پنج کس را می‌کشت. آنگاه یزید روی خون‌ها آب به دره روان کرد که در آنجا آسیاها بود، تا با خون آنها گندم آرد کند و قسم خویش را عمل کند، پس آرد کرد و نان کرد و بخورد و شهر گرگان را بنیاد کرد. بعضی‌ها بگفتند که یزید چهل هزار کس از مردم گرگان را بکشت، پیش از آن گرگان شهر نبود، سپس سوی خراسان بازگشت و جهم بن زحر جعفی را بر گرگان گماشت. اما روایت ابی مخنف چنین است که یزید، جهم بن زحر را پیش خواند و چهار صد کس را با وی فرستاد تا در محلی که به آنها نمایانده شده بود جای گرفتند. یزید به آنها گفت: «وقتی به شهر رسیدید منتظر بمانید و وقتی سحرگاه شد تکبیر گوئید و سوی در شهر روید که من نیز با همه سپاه به در شهر حمله می‌برم .» و چون ابن زحر وارد شهر شد صبر کرد و به وقتی که یزید گفته بود حمله کند با یاران خود برفت و به هر کس از کشیکبانان قوم برمی‌خورد او را می‌کشت و تکبیر می‌گفت. مردم شهر چنان وحشت کردند که در گذشته هرگز نظیر آن را ندیده بودند. ناگهان دیدند که مسلمانان با آنها در شهر شانند و تکبیر می‌گویند، سخت به حیرت افتادند و خدا ترس در دل‌هایشان افکند، بیامدند و نمی‌دانستند به کدام سو رو کنند. گروهی از آنان که چندان زیاد نبودند سوی جهم بن زحر آمدند و لختی نبرد کردند و دست جهم شکسته شد، اما با یاران خویش در مقابل آنها ثبات ورزید و چیزی نگذشت که آنها را بکشتند، بجز اندکی. یزید بن مهلب تکبیر را شنید و با سپاه خویش به در حمله برد جهم بن زحر دشمنان را از در مشغول داشته و کسی که از آن چنان‌که باید دفاع کند آنجا نبود پس در را گشود و همان دم وارد شد و همه جنگاوران را برون آورد و در طول دو فرسخ از راست و چپ را تنه‌های درخت نصب کرد و آنها را در طول چهار فرسخ بیاویخت و اهل شهر را اسیر کرد و هر چه آنجا بود برگرفت. ابن اثیر می‌نویسد: مسلمانان در میان گرگانیان افتادند و همی کشتار کردند؛ و ایشان خود را به مسلمانان سپردند و به فرمان یزید بن مهلب تسلیم کردند. او زنان و کودکان را به اسیری گرفت و رزمندگانشان را کشتار کرد و تا دو فرسنگ بر دار آویخت، دوازده هزار تن از ایشان را به دشت گرگان کشاند و گفت هر که خونخواه است می‌تواند دل خنک سازد. مردان مسلمان چهار چهار و پنج پنج می‌کشتند. او بر خون‌ها آب بست و در آسیاب ریخت تا با خون ایشان گندم آرد کند و نان پزد و بخورد و سوگند خود پایان برد. گندم ارد کرد و نان پخت و خورد. گویند چهل هزار تن از ایشان را بکشت

## مرگاسپهبد فرخانتا شهریاریاسپهبد خورشید
اسپهبد فرخان برزگ پس از هفده سال فرمانروایی به سال ۱۱۰ هجری برابر ۹۷ یزدگردی برابر ۲۴۰ طبرستانی درگذشت. پس از فرخان، پسرش دادمهر و سپس فرخان کوچک و سر انجام اسپهبد خورشید به فرمانروایی رسید. اسپهبد دادمهر پس از مرگ فرخان از تمیشه که ولیعهد نشین طبرستان بود به ساری آمد. در دوران دوازده ساله حکومت دادمهر، بنی امیه و تُرکان که طعم شکست‌های پیاپی از فرخان را چشیده بودند از لشگرکشی به طبرستان خودداری نمودند. دادمهر معاصر هشام بن عبدالملک (۱۰۵–۱۲۵ هجری) از خلفای بنی امیه از شاخه مروانیان بود. در این دوره شورش‌های ایرانیان در برابر خلفای اموی و عمال ستمگر ایشان شکل گرفته بود. مرگ دادمهر به سال ۱۲۳ هجری برابر ۱۰۹ یزدگردی و ۸۸ یزدگردی جدید بود. از دادمهر پسری خردسال بنام خورشید باقی ماند. دادمهر که پسر را خورد سال می‌دید، چاره را در تفویض موقتی شهریاری به برادرش فرخان کوچک دانست به این شرط که چون خورشید بزرگ شود، دادمهر شهریاری طبرستان را به وی بسپارد. روزگار شهریاری اسپهبد فرخان کوچک همزمان با خلاف هشام بن عبدالملک (۱۰۵ – ۱۲۵ هجری)، ولید دوم (۱۲۵ – ۱۲۶ هجری) و ابراهیم بن ولید (۱۲۶) و مروان حمار (۱۲۷ – ۱۳۲ هجری) واپسین خلیفه اموی بود. در مدت هشت سال شهریاری فرخان کوچک نیز امویان هرگز آهنگ طبرستان نکردند. رستاخیز ابومسلم خراسانی در برابر بنی امیه نیز در سال ۱۲۹ هجری و در دوران شهریاری فرخان کوچک در طبرستان بوده است. مرگ فرخان کوچک در سال ۱۳۱ هجری برابر با ۱۱۷ یزدگردی و ۹۶ طبرستانی (یزدگردی جدید) بوده و پس از او اسپهبد خورشید ملقب به «فرشواذ مرزبان» به شهریاری طبرستان رسید. انقراض بنی امیه که با قیام ایرانیان به سرکردگی ابومسلم خراسانی نیز به سال دوم شهریاری اسپهبد خورشید در طبرستان بود. انقراض بنی امیه که با قیام ایرانیان به سرکردگی ابومسلم خراسانی نیز به سال دوم شهریاری اسپهبد خورشید در طبرستان بود.

## گنجینهابومسلمدرطبرستانو پناه بردن سندباد بهاسپهبد خورشیدو کشته شدن سندباد
پس از کشته شدن ابومسلم خراسانی به دستور منصور دومین خلیفه عباسی (۱۳۶ – ۱۵۸ هجری) که به تاریخ چهارشنبه ۲۶ شعبان سال ۱۳۷ هجری رخ داد، سندباد، یکی از نزدیکان ابومسلم خراسانی به خونخواهی وی برخاست و به گنجینه‌ها و اسلحه‌های ابومسلم در کومش و ری دست یافته و بزودی لشکری یکصد هزار نفره تدارک دید. منصور نیز از بغداد لشکری صد هزار نفره به فرماندهی «جهور بن مرار العجلی» را به رویارویی وی فرستاد و جنگی در نزدیکی ساوه میان دو سپاه رخ داد، سند باد شکست خورده به طبرستان و نزد اسپهبد خورشید پناه برد. خورشید، پسر عمویش «طوس پسر سارویه» را به استقبال سندباد فرستاد. سندباد در برخورد با طوس درشتی کرد و میان آن دو درگیری و بی حرمتی شد و طوس با ضربت شمشیر سر از بدن سند باد جدا نمود و همه خزائن و غنائم همراه سندباد را به طبرستان نزد اسپهبد خورشید برد. خورشید از این رخداد بسیار تاسف خورد و طوس را نفرین نمود. این خبر به جهور سالار سپاه عباسی رسید و با منصور مکاتبه نموده و منصور به وی دستور داد که اموال ابومسلم را از خورشید پس بگیرد، چون از آن خلیفه عباسی است. خورشید از پس دادن گنجینه‌ها سر باز زد اما سر سندباد را به‌همراه فرستاده خود «فیروز» به نزد خلیفه عباسی فرستاد. منصور از فرستاده اکرام نمود. خورشید بار دیگر فیروز را با بسیاری از جواهر طبرستان به نزد خلیفه فرستاد. خلیفه پذیرفت و باز هم گنجینه ابومسلم را درخواست کرد ولی خورشید از پس دادن گنجینه امتناع ورزید.

## خدعه و نیرنگمنصوربهاسپهبد خورشید
منصور چون روابط با اسپهبد خورشید را نیکو و دوستانه دید، پسرش ابوعبدالله محمد المهدی (خلیفه بعدی از سال ۱۵۸ – ۱۶۹ هجری) را ولایت ری داد و به او گفت که ولیعهد خورشید را «بنوا بستاند» (فی الواقع به گروگان)، ولیکن خورشید از این کار امتناع ورزید. منصور برای جلب اعتماد بیشتر خورشید، برایش تاج شاهی فرستاد، اسپهبد نیز شاد گشته و چون عهد ساسانیان، لیکن خراج به دربار خلیفه فرستاد. در همین زمان بود که عبدالجبار بن عبد الرحمن در خراسان علیه منصور عصیان نمود. منصور فرصت را مناسب دید تا برای دفع شورش وی از اسپهبد درخواست کمک کند. آنگاه از طریق پسرش والی ری، به اسپهبد پیغام داد که امسال قحطی بوده و اگر لشکر ما از یک راه به حرکت در آیند، علوفه پاسخگوی نیاز ما نیست. پس بعضی از ایشان از سوی طبرستان گذر کنند تا مورد لطف اسپهبد واقع شوند. ابوعبدالله محمد المهدی نیز همین پیغام پدرش را با فرستاده‌ای به کاخ اسپهبدان در ساری نزد اسپهبد خورشید فرستاد، که چون عزم خراسان دارند اگر اسپهبد اجازه دهد شماری از لشکریان از کناره دریا گذر کنند. اسپهبد که متوجه نیرنگ منصور نشده بود به این امر رضایت داد. فرستاده محمد المهدی، که فردی ایرانی نژاد بود پس از خروج از کاخ اسپهبدان با خود اندیشید دریغ است که این نعمت و حشمت و پادشاهی و چندین عمارت نابود و ویران شود. به نزد حاجب اسپهبد بازگشت ولی وی را اجازه دیدار مجدد با اسپهبد ندادند و ناچار به سوی محمد المهدی بازگشت و پیام اجابت اسپهبد را به وی رساند.

## لشکر کشی عباسیان به طبرستان
به سال ۱۴۲ هجری برابر با ۷۵۹ میلادی و ۱۲۸ یزدگردی و ۲۷۱ تبری، ابوعبدالله محمد المهدی که آن زمان والی ری بود، «ابوالخصیب مرزوق السندی» را به «زازرم» و «شاهکوه» فرستاد و «ابوعون بن عبدالملک» را فرمان داد که در زمان نیاز از مسیر گرگان سوی طبرستان رود. شخصی بنام «عمر بن علاء رازی» که از اهالی ری بود و مدت‌ها نزد اسپهبد خورشید پناه برده بود و با راه‌ها آشنایی داشت به لشکر خلیفه پیوسته و فرمانده لشکر ابوالخصیب شد، سپس با دو هزار مرد جنگی به آمل تاخت و بر آنجا مسلط شد. خورشید در سال‌های اوپسین شهریاری خود به مردمان ستم کرده بود و همین امر سبب شد تا مردم طبرستان قیبله قبیله و دسته دسته به مسلمانان روی آورده و برای باز پس‌گیری املاک و اموال خویش مسلمانی را بپذیرند. خورشید که از همه این وقایع غافلگیر شده بود افراد خاندان و خزائن خود را به دربند «کولا» به راه «زازرم» برد و در غاری که در آنجا واقع است و در روزگار ابن اسفندیار نامش عایشه کرکیلی دژ بود که امروزه در سوادکوه واقع است، پنهان نمود. در این دژ برای مصرف ده سال آب و خوراک ذخیره بود. خورشید بر در غار سنگی سخت از جنس خارا گذاشت. سپس خود خزائنی را برداشته و از راه لاریجان به رویان که در آنجا پادوسبان دوم (۱۰۵ – ۱۴۵ هجری) پور خورزاد بود و سپس به سوی دیلمان رفت و در پلام دیلم مستقر شد تا شاید بتواند لشکر تدارک ببیند، تا آنچه از دست رفته را بازستاند.

## اسارت خانوادهاسپهبد خورشیدو خودکشی خورشید و پایان کار دودماندابویگان طبرستان
عباسیان پس از دو سال و هفت ماه محاصره دژ اسپهبد خورشید از گشودن آن ناتوان ماندند. در این مدت خورشید نزدیک به پنجاه هزار مرد جنگی را آراسته و آماده نبرد با تازیان شده بود. در هنگام در دژ اسپهبد خورشید وبا شیوع یافت و چهارصد نفر با ابتلا به وبا مردند. مرده‌ها را در جایی از دژ روی هم انباشت می‌کردند. محاصره شدگان درون دژ به دلیل شیوع بیماری و بوی تعفن ناشی از مردگان دیگر یارای تحمل محاصره را نداشتند، پس در دژ را گشوده و تسلیم و اسیر تازیان شدند. بدین ترتیب خانواده اسپهبد خورشید «هرمزد» ولیعهد خورشید و دیگر پسرانش بنام‌های «دازمهر» و «ونداد هرمزد» با رعایت عزت و احترام به نزد منصور در بغداد فرستاده شدند. منصور در بغداد با ایشان با احترام و اکرام برخورد نمود و ایشان نیز تحت تأثیر رفتار وی قرار گرفتند و توانستند منصور را راضی به ادامه شهریاری خورشید بر طبرستان کنند. حال آنکه خورشید که خبر اسارت خانواده اش را شنیده بود تاب نیاورده و خودکشی نمود. با مرگ اسپهبد خورشید سپاهیانی که وی فراهم نموده بود پراکنده شده و خواست وی برای بازپس‌گیری قسمت‌های شرقی طبرستان که به اشغال تازیان درآمده بود فنا شد. مرگ اسپهبد خورشید به سال ۷۶۱ میلادی برابر با ۱۴۴ هجری و ۱۳۰ یزدگردی و ۲۷۳ تبری (یزدگردی جدید) واقع شد و بدین ترتیب شاخه اول خاندان دابویگان طبرستان که نسب شان به جاماسب شاه ساسانی می‌رسید، پس از ۱۱۹ سال شهریاری بر طبرستان منقرض شده و قلمرو شان به دست اعراب اشغال شد درحالی‌که شاخه دیگر که گاوبارگان پادوسبانی بودند همچنان بر منطقه رویان یعنی غرب طبرستان حاکم بوده و شهریاری ایشان تا سال ۱۰۰۶ هجری (تا دوران شاه عباس صفوی) بر آن مناطق ادامه داشت.

## شورش طبرستان ۱۹ سال پس از مرگاسپهبد خورشیدبه رهبریونداد هرمزد
نیرنگ منصور و شکست و خودکشی اسپهبد خورشید که به تسلط و تصرف بخشی از دشت و جلگه‌های شرق طبرستان منجر گشت، اگر چه به انقراض دودمان اسپهبدان دابویی طبرستان منجر شد ولیکن هرگز به معنای تسلط کامل عباسیان بر طبرستان نبود. در همان زمان آل قارن (اسپهبدان سوخرایی) و باوندیان و پادوسبانیان همچنان بر نواحی کوهستانی طبرستان و بر رویان به شهریاری ادامه دادند. درست ۱۹ سال پس از پایان کار اسپهبد خورشید، برزگان این خاندان‌ها چون اسپهبد ونداد هرمزد از آل قارن و اسپهبد شروین یکم باوندی و اسپهبد شهریار یکم پادوسبانی و «مسمغان ولاش» (مرزبان میان دورود ساری) با یکدیگر پیمان بسته و در یک روز و یک ساعت بپا خواستند و بدین ترتیب واقعه‌ای بزرگ رخ داد که در تاریخ به شورش طبرستان معروف است. در این شورش شمار بسیاری از عوامل خلیفه عباسی تنها در یک روز کشته شده و در همان روز طبرستان از حیث وجود عمال خلیفه عباسی ابوعبدالله محمد مهدی (۱۵۸ – ۱۶۹ هجری) پاک شد. این شهریاران ایرانی نژاد توانستند زمین‌های از دست رفته را از بازستانده و ونداد هرمزد که جد مازیار بود توانست فرمانروایی بر هامون و دشت و بخش‌هایی از کوهستان طبرستان را به‌دست گیرد. کینهٔ مردم طبرستان از عربان به حدی بود که در سال ۱۶۰ هجری مردم امیدوار کوه (کوهستانی میان آمل و گرگان)، از ظلم کارگزاران خلیفه به ستوه آمدند. فرمانروایان آن‌ها که ونداد هرمزد و سپهبد شروین و «مسمغان ولاش» بودند آن‌ها را ضد اعراب شورانیدند و بدان سبب در اندک زمان شورش و آشوب بزرگی پدید آمد. در یک روز، مردم سراسر طبرستان بر عربان بیرون آمدند و آن‌ها را به باد کشتار گرفتند. علاوه بر اعراب، ایرانیانی که مسلمان شده بودند نیز طعمه نفرت و کینه مردم شدند. این نفرت و کینه چنان بود که حتی زن‌هایی از ایرانیان که به عقد زناشویی عربان درآمده بودند، ریش شوهران خود را گرفته از خانه برمی‌آوردند و به دست مردان می‌سپردند تا آن‌ها را بکشند.